# Béchir Zaâfouri
Béchir Zaâfouri, né le 25 juillet 1963 à Sidi Bouzid, est un homme politique et entrepreneur tunisien.

## Carrière
Titulaire d'une maîtrise de l'Institut des hautes études commerciales de Carthage, spécialisé en expertise comptable, il dirige des sociétés de distribution en gros et dans les grandes surfaces, notamment le groupe Monoprix à partir de 2013.
Ministre auprès du ministre de l'Industrie et du Commerce, Mohamed Lamine Chakhari, chargé du Commerce et de l'Artisanat entre décembre 2011 et février 2012,, il devient ensuite ministre du Commerce et de l'Artisanat jusqu'en mars 2013.
Son nom figure sur la liste des ministres proposée par Habib Jemli, le 2 janvier 2020, en tant que ministre du Commerce.

## Vie privée
Il est marié et père de trois enfants.